# Helicops
Helicops é um género biológico de serpentes da família dos colubrídeos, subfamília Xenodontinae, tribo Hydropsini (hidropsíneos), que inclui espécies vulgarmente designadas como cobra-d'água, surucucurana e surucurana. Alimentam-se, em geral, de pequenos peixes. Dos três géneros que compõem os hidropsíneos, é o que é composto por maior número de espécies e cuja distribuição geográfica é mais ampla.

## Etimologia
"Cobra-d'água" é uma referência ao fato de viver em ambiente aquático. "Surucucurana" e "surucurana" são termos oriundos da língua tupi, significando "semelhante à surucucu".